# Pascua Lama
Pascua-Lama est une mine à ciel ouvert dont la construction a débuté en mai 2009,. Elle est située à environ 150 kilomètres au sud-est de Vallenar, Chili et à environ 300 kilomètres au nord-ouest de San Juan, Argentine.
Il s'agit d'une mine à ciel ouvert située à 4 200 et 5 200 mètres d'altitude. Dès 2009, elle devrait produire en moyenne 750 000 onces d'or et 30 million d'onces d'argent par année[réf. nécessaire]. La mine a une durée de vie estimée à 25 ans. Le projet est porté par  Mining Company Barrick Chile et Minera Nevada, filiales de Barrick Gold.
L'emplacement de la mine est plutôt particulier, car il chevauche deux pays. Sa réalisation est rendue possible grâce à la signature de l'accord minier Chili-Argentine en 2004.
Lors de sa présentation, le projet minier nécessitait l'enlèvement d'une partie des glaciers Toro 1, Toro 2 et Esperanza. Ces glaciers recouvrent les dépôts d'or et d'argent. Le volume à déplacer représente 300 000 m3 de glace étalée sur une surface de 20 hectares.
En raison d'une forte opposition locale (de nombreux agriculteurs auraient été directement affectés par le déplacement des glaciers) et nationale, ainsi que par une mobilisation internationale, Barrick Gold a dû revoir ses projets. Le 19 février 2006, un accord a été signé avec la Corema (Corporacíon Regional de Medio Ambiante) stipulant que l'exploitation de ces mines devait se faire sans que le glacier ne soit déplacé, ou abîmé. De plus, cet accord force Barrick Gold à multiplier par neuf le nombre de points de contrôle du glacier.
L'utilisation de cyanure (procédé de cyanuration) dans l'extraction minière pourrait, en cas de problème, condamner tout le secteur agricole de la région.